# Luigi Luzzatti
Luigi Luzzatti (Venise, 1er mars 1841 - Rome, 29 mars 1927) est un juriste, économiste et homme politique italien, quatre fois ministre du trésor dans des cabinets Di Rudini, Giolitti et Sonnino, puis président du conseil des ministres du 31 mars 1910 au 29 mars 1911. Il est le premier président du conseil juif italien.

## Biographie
Après des études de droit à l'université de Padoue, il doit quitter en 1863 cette ville alors sous domination autrichienne à cause de ses conférences d'économie politique qui ont attiré l'attention de la police autrichienne sur lui. Il obtient alors un poste de professeur à l'Institut Technique de Milan et la même année il s'affilie à la loge maçonnique milanaise "Cisalpina". En 1867, il est professeur de droit constitutionnel à Padoue, passé sous souveraineté italienne. Doué pour l'éloquence et doté d'une énergie remarquable, il popularise en Italie les idées de l'économiste Hermann Schulze-Delitzsch et contribue à la création d'une école de commerce à Venise et à l'essor à travers le pays des banques populaires fondées sur une responsabilité limitée.
Luigi Luzzatti commence sa carrière politique en créant une société d'entr'aide pour les gondoliers vénitiens. Il fonde la Banca Popolare di Milano qu'il préside de 1865 à 1870, avant d'en devenir le président honoraire.
En 1869, il est nommé sous-secrétaire d'État auprès du ministre de l'agriculture et du commerce, Marco Minghetti. En cette capacité, il abolit le contrôle gouvernemental sur les compagnies commerciales et fait conduire une enquête gouvernementale sur la pratique industrielle. Bien que théoriquement partisan du libre-échange, il est à l'origine de la création du système protectionniste italien. En 1877, il participe aux négociations commerciales avec la France, en 1878, il crée le tarif des douanes italiennes et, dès lors, il prend un rôle clé dans toutes les négociations des traités commerciaux de l'Italie. Nommé ministre du Trésor dans le premier cabinet Di Rudini en 1891, il abolit imprudemment le système de compensation des billets de banque entre les instituts d'émission, une mesure qui entraine la duplication d'une partie du papier-monnaie et accélère la crise bancaire de 1893. De 1896 à 1898, il participe au second cabinet Di Rudini comme ministre du Trésor et par une législation appropriée, il sauve la banque Naples de la faillite.
Puis il négocie le traité commercial franco-italien de 1898 et comme député, journaliste et professeur, il prend une part active à la vie économique et politique. Il est de nouveau ministre du Trésor de novembre 1903 à mars 1905 dans le second cabinet Giolitti et une troisième fois de février à mai 1906 dans le cabinet Sonnino. C'est au cours de ce mandat qu'il réussit à réduire le taux de la dette italienne de 5 % à 3,5 % puis 3 %, une opération qu'avaient vainement tentée ses prédécesseurs. En 1907, il devient président du Congrès Coopératif à Crémone. Il est à nouveau ministre de l'agriculture, de l'industrie et du commerce dans le second cabinet Sonnino.
En 1906, il est nommé président honoraire de la société "A. Pontremoli & Associati", une société de radiotélégraphie fondée par son neveu Aldo Pontremoli avec son cousin Mario Pontremoli.
Le 31 mars 1910, Luzzatti est nommé président du Conseil des ministres (équivalent à Premier ministre) par le roi Victor Emmanuel III sur recommandation du Premier ministre démissionnaire, Sidney Sonnino. Sous son gouvernement, la loi Daneo-Credaro est adoptée au début de l'année 1911. Elle rend obligatoire la fréquentation scolaire jusqu'à l'âge de 12 ans, tandis que l'enseignement primaire ne dépend plus des municipalités, mais de l'État, qui en assume la gestion. Ainsi, les écoles de nombreuses municipalités qui n'avaient pas les moyens d'entretenir les bâtiments scolaires ont été améliorées, ce qui a permis une plus grande alphabétisation des masses populaires, en particulier dans les zones rurales. Luzzatti souhaite que cette réforme soit suivie d'une réforme électorale, qui prévoit l'extension du suffrage à quatre millions et demi de nouveaux électeurs ; sa proposition est abandonnée en raison de l'opposition de l'extrême-gauche, qui réclame plutôt le suffrage universel. Son projet ayant échoué, Luzzatti démissionne le 29 mars 1911 et est remplacé par Giovanni Giolitti, qui redevient chef du gouvernement.
Après avoir été nommé sénateur en 1921, il meurt le 29 mars 1927 à Rome.
Il est l'auteur de Dio nella libertà (Dieu dans la liberté), dans lequel il plaide pour la séparation de l'Église et de l'État et la tolérance religieuse. Il échangea à ce propos de la correspondance avec Benedetto Croce.

### Carrières professionnelles
- Professeur d'économie politique à l'Institut technique de Milan (1863)
- Professeur titulaire d'économie politique à l'Institut technique de Milan (décembre 1866-1867)
- Professeur extraordinaire de droit constitutionnel à l'université de Padoue (24 novembre 1866).
- Professeur titulaire de droit constitutionnel à l'université de Padoue (22 novembre 1868)
- Professeur titulaire de droit constitutionnel à l'université de Rome (29 septembre 1895-21 octobre 1920. Date de la retraite)

### Fonctions et titres
- Fondateur de la Banca popolare di Lodi (1864)
- Fondateur de la Banca popolare di Milano (23 décembre 1865)
- Président de la Banca popolare di Milano (1865-1870)
- Président honoraire de la Banca popolare di Milano (1870-29 mars 1927)
- Fondateur et vice-président de l'Association industrielle italienne (1er avril 1867)
- Membre de la société italienne d'économie politique (1868)
- Cofondateur de l'École supérieure de commerce de Venise (6 août 1868)
- Chargé de mener les négociations pour le renouvellement du traité de commerce avec la France (1873)
- Secrétaire général du Ministère de l'agriculture, de l'industrie et du commerce (30 mai-28 novembre 1869), (19 février 1871-30 juin 1873)
- Membre de la délégation italienne à la Conférence monétaire internationale de Paris (1881)
- Membre de la délégation italienne pour l'Union monétaire latine (1885)
- Délégué pour le traité commercial avec la France (1898)
- Chargé de mener les négociations pour le renouvellement des traités commerciaux avec l'Allemagne, la Suisse et la France (1901-1903)
- Fondateur de l'Institut national d'hygiène (1924)
- Président de l'Association nationale des banques populaires (1876)
- Membre extraordinaire du Conseil supérieur de l'éducation (22 décembre 1872-10 mars 1881).
- Membre de l'Académie olympique de Vicence (1865)
- Membre de la Société italienne de géographie (1867)
- Membre national de l'Accademia dei Lincei à Rome (4 août 1875)
- Membre correspondant de la Société royale de Naples (18 novembre 1877)
- Membre ordinaire de l'Accademia dei Georgofili de Florence (21 septembre 1884)
- Membre honoraire national de la Deputazione di storia patria per le Venezie (3 novembre 1895)
- Membre ordinaire de la Société royale de Naples (31 mai 1896)
- Membre correspondant de l'université de Brescia (13 décembre 1908)
- Membre correspondant de l'Institut vénitien des sciences, des lettres et des arts à Venise (22 novembre 1868)
- Membre titulaire de l'Institut vénitien des sciences, des lettres et des arts à Venise (6 avril 1872)
- Membre titulaire retraité de l'Institut vénitien des sciences, des lettres et des arts de Venise (16 décembre 1883)
- Président de la Commission des actes des Assemblées constitutionnelles italiennes
- Ministre d'État (8 octobre 1906)

### Commissions sénatoriales
- Membre de la Commission d'examen du projet de loi " Réforme de la Caisse de retraite des instituteurs " (1er juillet 1922).
- Membre de la Commission pour l'examen du projet de loi "Approbation du plan directeur de réhabilitation et d'aménagement de certains quartiers de la ville de Padoue" (4 juillet 1922).
- Membre de la commission d'examen du projet de loi "Garanties et procédures d'avances sur les indemnités de dommages de guerre" (13 juillet 1922).
- Membre de la Commission pour l'examen du projet de loi "Création d'un fonds de maternité" (17 février 1923)

## Décorations honorifiques

### Décorations italiennes
- Chevalier grand-croix décoré du grand cordon de l'ordre des Saints-Maurice-et-Lazare
- Grand officier de l'ordre des Saints-Maurice-et-Lazare
- Chevalier grand-croix décoré du grand cordon de l'ordre de la Couronne d'Italie
- Chevalier de l'ordre civil de Savoie

### Décorations étrangères
- Chevalier grand-croix de l'ordre de l'Aigle rouge (royaume de Prusse)
- Grand officier de l'ordre national de la Légion d'honneur (France)
- Grand officier de l'ordre de Léopold (Belgique)

## Ouvrages
- La diffusione del credito e le banche popolari, Padoue, 1863
- Dio nella libertà. Studi sulle relazioni tra lo Stato e le Chiese, Bologne, 1926
- Grandi Italiani: Grandi sacrifici per la Patria, Bologne, 1924
- I problemi della terra: economia e politica dell'agricoltura, Bologne, 1933
- L'ordine sociale, Bologne, 1952
- Mémoires

## Sources
- (en) Cet article est partiellement ou en totalité issu de l’article de Wikipédia en anglais intitulé « Luigi Luzzatti » (voir la liste des auteurs).

- (it) Cet article est partiellement ou en totalité issu de l’article de Wikipédia en italien intitulé « Luigi Luzzatti » (voir la liste des auteurs).